# دانيال سميث (كاتب)
دانيال سميث (بالإنجليزية: Daniel Smith)‏ هو كاتب أمريكي، ولد في 7 أكتوبر 1977 في بلينفيو في الولايات المتحدة.